# Gründerzeitgebäude (Heidelberger Landstraße 269)
Das Gründerzeitgebäude Heidelberger Landstraße 269 ist ein Bauwerk in Darmstadt-Eberstadt, das unter Denkmalschutz steht.

## Geschichte und Beschreibung
Das Wohn- und Geschäftshaus im Gründerzeitstil ist ein zweigeschossiges Bauwerk in kleinstädtischen Proportionen mit vier Fensterachsen.
Bemerkenswerte Details sind:
- ein Mittelzwerchhaus, gerahmt von schmalen Dachgauben mit weit überstehenden Satteldächern und Reliefschmuck in den Giebeln
- die kunsthandwerklich gesägten Stirnbretter der Traufen
- der Balkon im ersten Obergeschoss mit schmiedeeisernem Geländer und Blechlambrequins als Balkonabschluss
- ein Deckengemälde im Erdgeschoss in Ölmalerei
- eine Holzdeckenimitation mit Kassettenornamentrahmung und romantische Landschaftsmotive sowie Fruchtgehänge mit Bandschleifen

Heute beherbergt das Gebäude das Kaffeehaus und Wohnungen.

## Denkmalschutz
Aus architekturgeschichtlichen und stadtgeschichtlichen Gründen ist das Bauwerk ein Kulturdenkmal.

## Bildergalerie

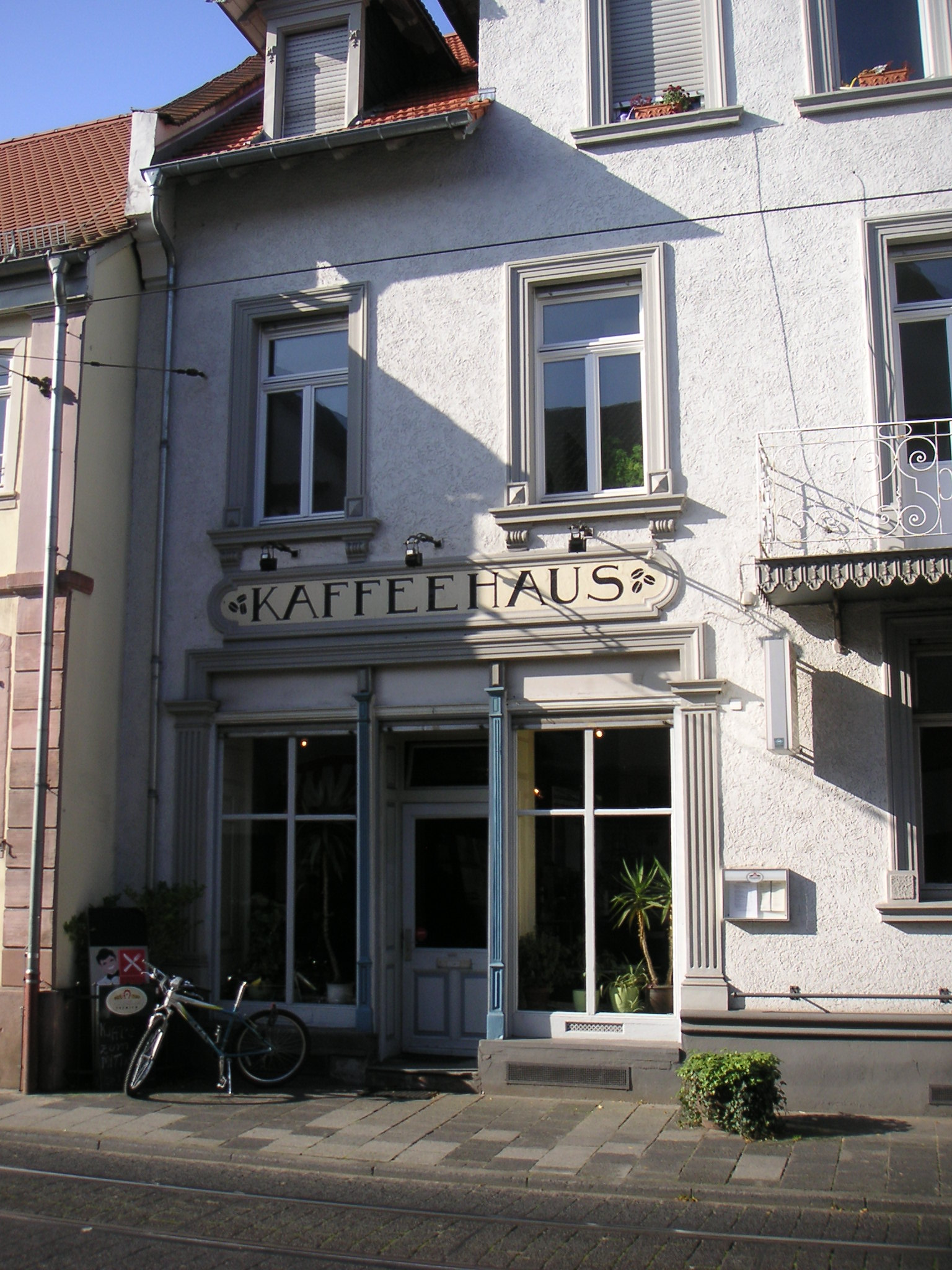
Kaffeehaus (2006)
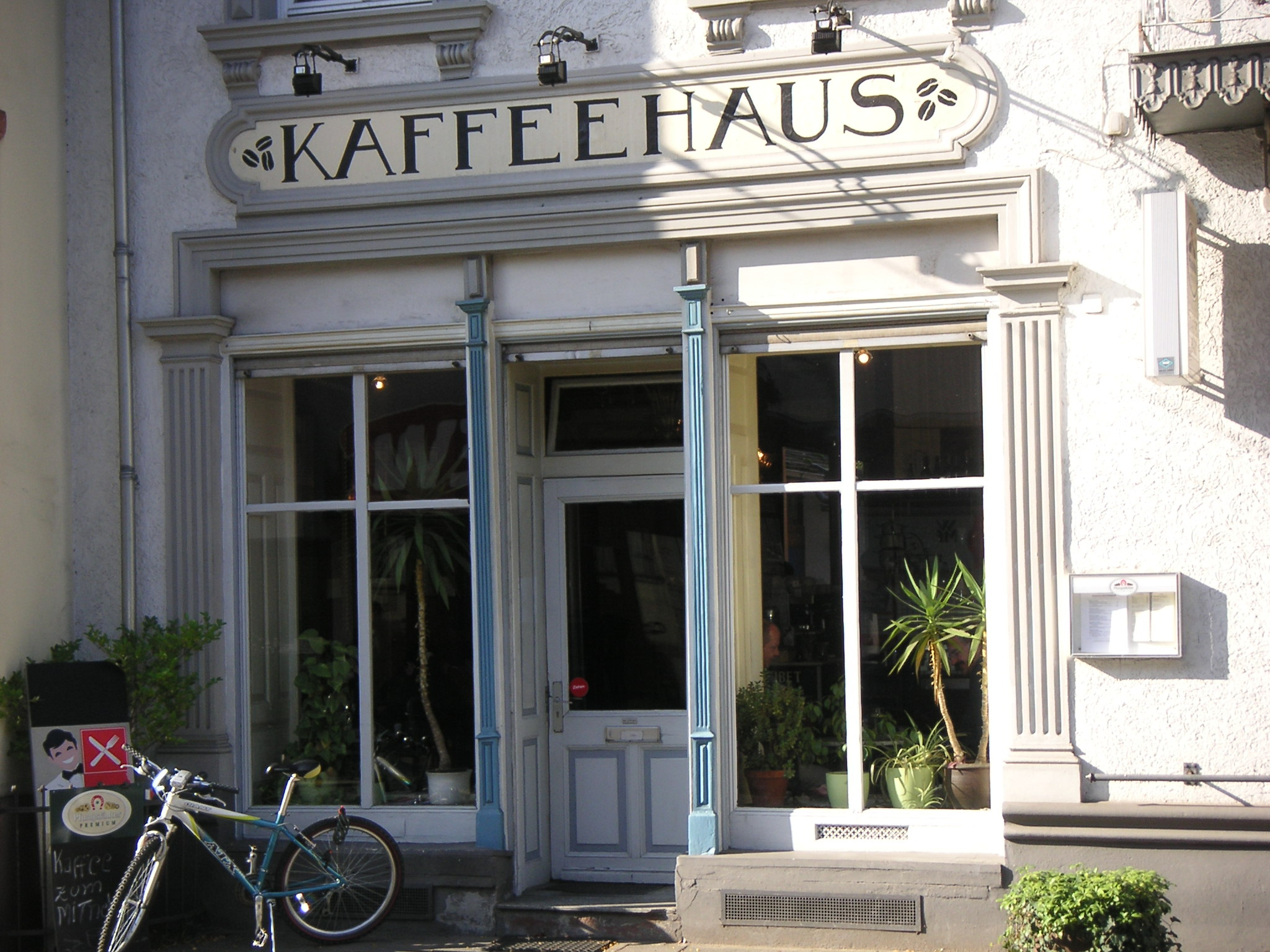
Kaffeehaus (2006)